# Kobylin-Borzymy
Kobylin-Borzymy – wieś w Polsce położona w województwie podlaskim, w powiecie wysokomazowieckim, w gminie Kobylin-Borzymy.
W latach 1954–1972 wieś należała i była siedzibą władz gromady Kobylin-Borzymy, następnie gminy Kobylin-Borzymy.
W latach 1975–1998 miejscowość administracyjnie należała do województwa łomżyńskiego.

## Historia

### Historia miejscowości
Wieś założona nad rzeką Śliną, naturalną granicą osadnictwa mazowieckiego z Litwą, w 1. ćw. XV w., przez osadników mazowieckich pochodzenia pruskiego lub jaćwieskiego, z nadania księcia mazowieckiego Janusza I. Stała się gniazdem Kobylińskich herbu Prus. Borzym z Kobylina wzmiankowany w roku 1476.
Wcześniejsze nazwy miejscowości to: Kobylino, Kobylino-Borzymy, Kobylino-Kościelne, jak również Kobylino-Poświętne.
W popisie ziemian z roku 1528 przy wsi Kobylino wymienieni: Jakub Wik, Kilijan Piniażkowicz, Marko Piniażkowicz, Wojtko Liszcz, Woytko Grocki Nacziti, Liatko, Szczepan Mikołaiewyicz, Rafał Borim, Stanislaw Worobey, Brat ieho i Mikolay.
W I Rzeczypospolitej wieś należała do ziemi bielskiej w województwie podlaskim.
Miejscowość stanowiła południową część okolicy szlacheckiej o wspólnej nazwie Kobylino. Pozostałe wsie wchodzące w skład okolicy różniły się drugim członem nazwy.
W roku 1882 żyjący od kilkunastu lat w Kobylinie-Borzymach żydzi posiadali 6 szynków.
W 1921 r. Kobylino-Borzymy. Naliczono tu 50 budynków z przeznaczeniem mieszkalnym oraz 298 mieszkańców (131 mężczyzn i 167 kobiet). Narodowość polską podało 216 osób, a żydowską 82.
W II RP siedziba wiejskiej gminy Piszczaty.

### Historia parafii
Parafia kobylińska, ufundowana przez szlachtę z okolicznych 9 wsi, powstała prawdopodobnie w 1448 r. Pod koniec XIX w. wspomniana parafia, należąca wówczas do dekanatu mazowieckiego, liczyła 5158 wiernych. Obecna świątynia parafialna, wzniesiona w latach 1899-1904 i konsekrowana w 1910 r., w kilka lat po 2. wojnie światowej została odbudowana ze zniszczeń wojennych.
Na cmentarzu parafialnym w Kobylinie spoczywają : por. Zbigniew Rećko ps. „Trzynastka” ( 1923-1946) żołnierz Kedywu Okręgu AK-AKO-WiN Białystok, poległy w 1946 r. w walce z grupą operacyjną UB-MO oraz jego żona Anna Wysibirska (z domu Czajkowska, primo voto Rećko), żołnierz AK-WiN, ps. „Plewka” (1922-2019)

## Obiekty zabytkowe
- neogotycki kościół parafialny pw. św. Stanisława Biskupa, wzniesiony w latach 1898–1904 według projektu Franciszka Przecławskiego, konsekrowany w 1910[5].
- neogotycka kaplica cmentarna z 1862
- nagrobek Wincentego Kobylińskiego (zm. 1866)
- liczne krzyże żeliwne z 4. ćw. XIX w[5].

## Współcześnie
Nieopodal wsi znajduje się Narwiański Park Narodowy.

## Organizacje pożytku publicznego
- Ochotnicza Straż Pożarna, ul. Główna 32, 18-204 Kobylin Borzymy

## Galeria fotograficzna

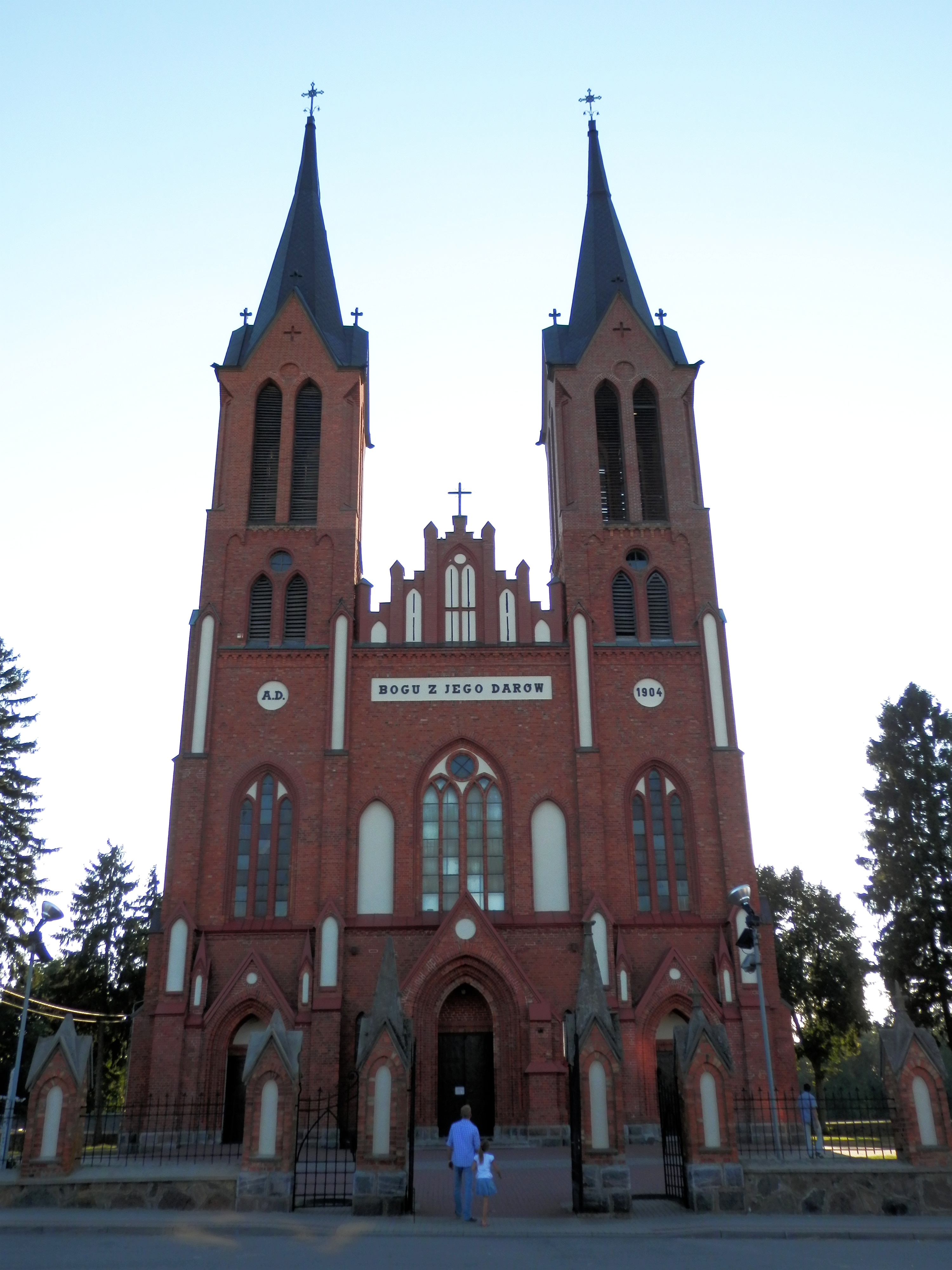
Kościół parafialny (widok od strony placu)
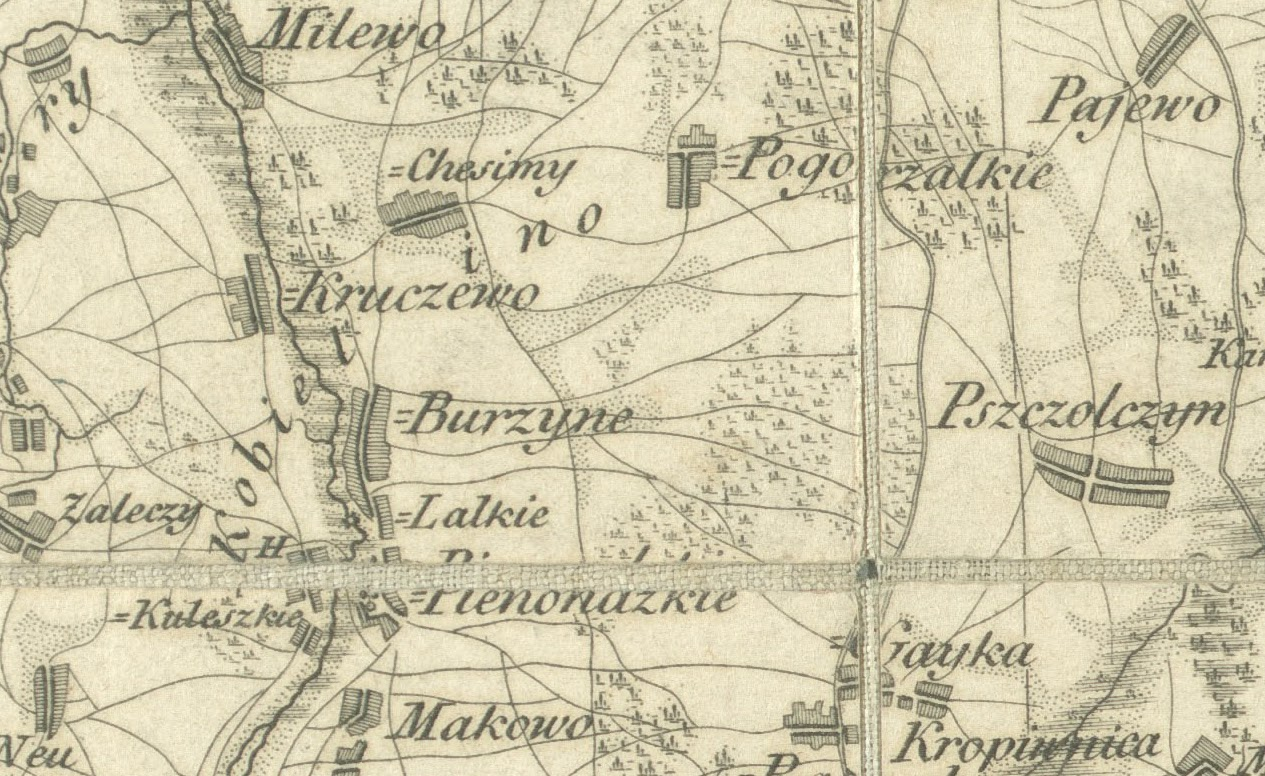
Kobylin-Borzymy na mapie z 1808 r.
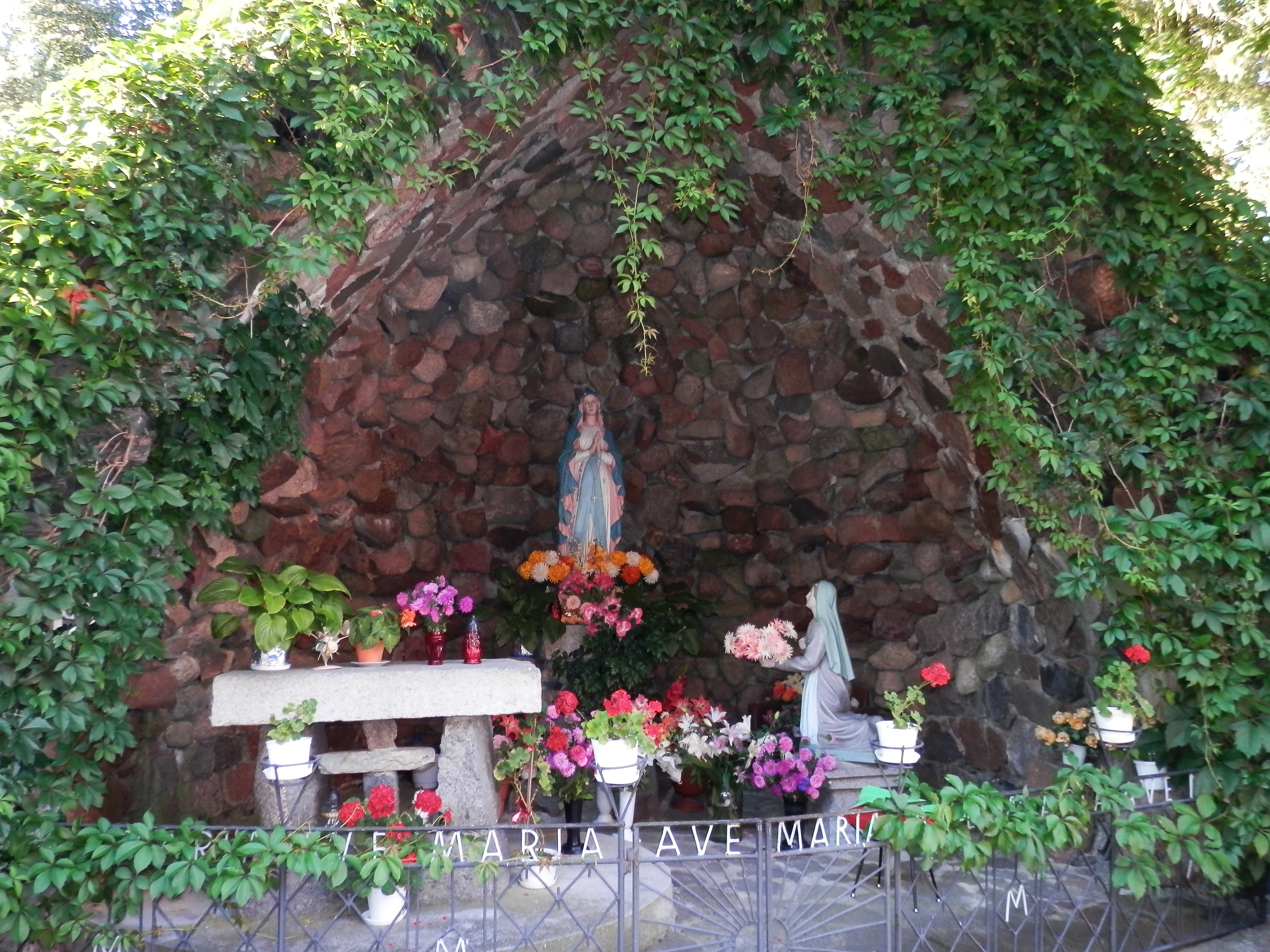
Grota Matki Bożej przy kościele
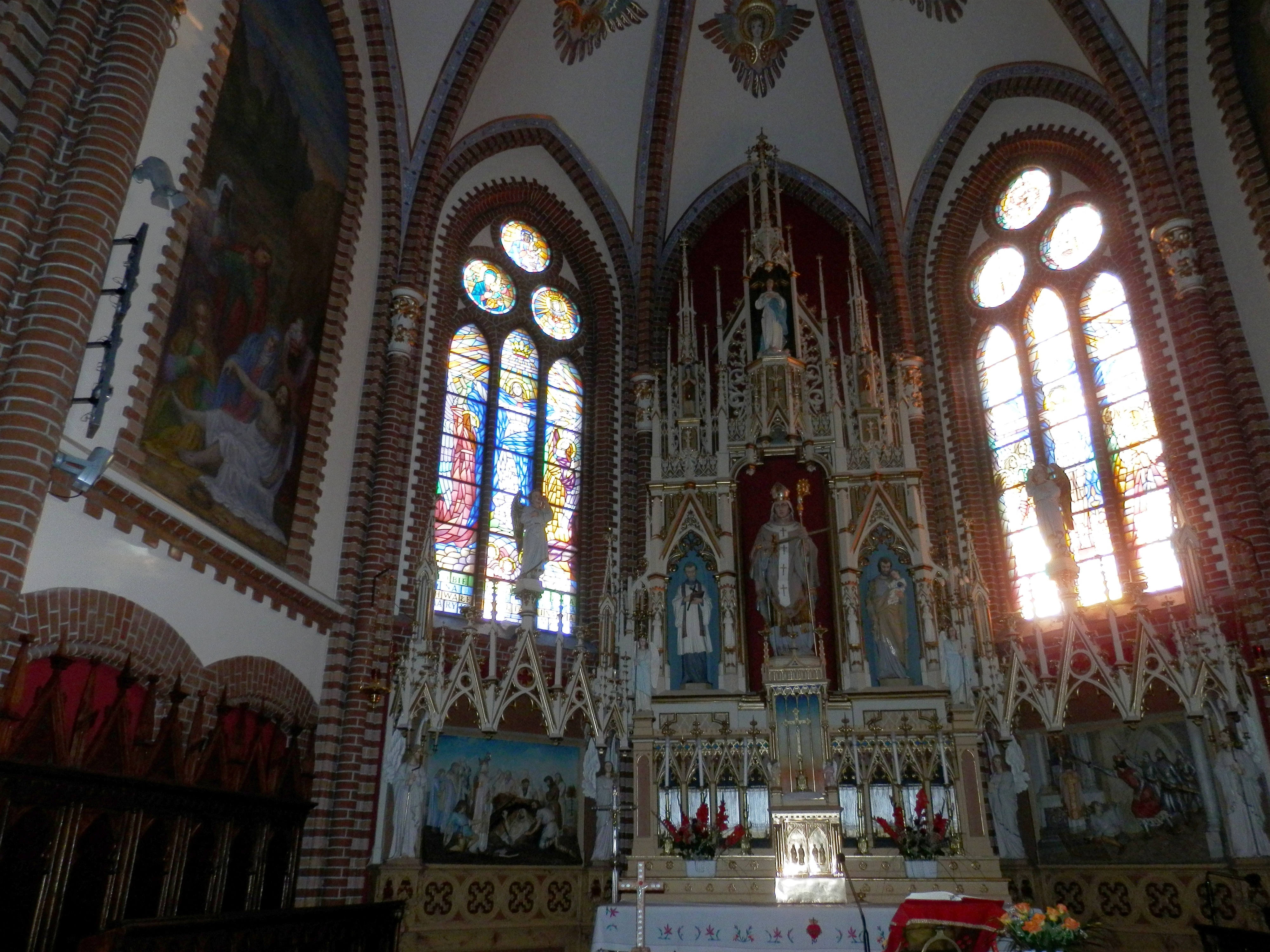
Ołtarz główny w kościele parafialnym